# GLAY ARENA TOUR 2007“LOVE IS BEAUTIFUL”-COMPLETE EDITION-
『GLAY ARENA TOUR 2007 “LOVE IS BEAUTIFUL” -COMPLETE EDITION-』（グレイ・アリーナツアー2007 ラブ・イズ・ビューティフル コンプリート・エディション）は、GLAYが2007年11月7日にリリースしたライブDVD。

## 概要
2007年1月13日の横浜アリーナから始まった『GLAY ARENA TOUR 2007 LOVE IS BEAUTIFUL』の最終公演、広島グリーンアリーナでの模様を完全収録。DISC 1は、同年にWOWOWにて放送された映像と同じ内容になっている。
- SPECIAL PHOTO BOOKLET32P
- 初回生産分スリーブ付

## 収録曲

### DISC1
1. MIRROR
2. ROCK'N'ROLL SWINDLE
3. 変な夢 〜THOUSAND DREAMS〜
4. ビリビリクラッシュメン
5. 生きてく強さ
6. 100万回のKISS
7. 夏音
8. サラギの灯
9. 嫉妬
10. AMERICAN INNOVATION
11. Lock on you
12. 僕達の勝敗
13. I will 〜
14. LONE WOLF
15. WORLD'S END
16. More than Love
17. SHUTTER SPEEDSのテーマ
18. ピーク果てしなく ソウル限りなく
19. BEAUTIFUL DREAMER
20. LAYLA

### DISC2
1. HAPPY SWING
2. 鼓動
3. THINK ABOUT MY DAUGHTER
4. 彼女の“Modern…”
5. ACID HEAD